# María La Ribot
María José Ribot, conocida como La Ribot (Madrid, España, 1962), es una bailarina, coreógrafa y artista visual. 
Sus proyectos parten del movimiento, del cuerpo y de sus propios orígenes en la danza, para luego adoptar otras prácticas, sistemas y materiales que sus conceptos generan. Es la intérprete principal de sus trabajos al tiempo que crea el vestuario, los objetos y la escenografía de casi todos ellos. Con más de 45 obras en su haber, incluyendo coreografías, instalaciones y videos, La Ribot continúa encontrando interés en el arte vivo, en el cuerpo humano y su capacidad de expresión poética, pero también subversiva y política.
Fue Premio Nacional de Danza en 2000 y Medalla de Oro al Mérito de las Bellas Artes en 2016 -ambos otorgados por el Ministerio de Cultura del Estado español- y Premio Cultura de la Comunidad de Madrid 2018 en Artes Plásticas. En septiembre de 2019, recibe el Gran Premio Suizo de Danza otorgado por la Confederación Helvética como reconocimiento a su labor artística. En 2020, recibe el León de Oro en La Biennale Danza de Venecia. 

## Madrid (1962-1997)
Entre 1975 y 1984 estudia ballet clásico, danza moderna y contemporánea, primero en su ciudad natal y más tarde en Cannes (escuela de Rosella Hightower), en Colonia (durante los veranos en la Summer Akademie) y en Nueva York (Movement research y Klein Technique). De vuelta en Madrid, continúa su formación con Víctor Ullate, Carmen Roche y otros grandes maestros de danza clásica como Luis Fuentes. En esta ciudad, se establece como coreógrafa en 1984 y, un año después, crea Carita de ángel, un primer trabajo corto con un trío de mujeres basado en un collage musical de su autoría, a partir de la famosa canción homónima de Bonet de San Pedro de los años 40. En 1986 funda y dirige Bocanada Danza junto a la bailarina y coreógrafa Blanca Calvo, compañía con la que experimentan coreografías corales y narraciones diversas con músicas originales. El grupo se disuelve en 1989, pero el trabajo de todos ellos, hoy artistas reconocidos, deja marcada la escena española de los 80.
En 1991 comienza a trabajar bajo el nombre de La Ribot y estrena Socorro! Gloria!, un estriptis de humor sutil. Con este solo llega a nuevos públicos e inspira 13 Piezas distinguidas, primera serie de solos de treinta segundos a siete minutos de duración que serían el germen de su proyecto de las Piezas distinguidas. Este fue el título genérico con el que La Ribot nombró a una serie de piezas con un formato coreográfico basado en la brevedad, la acumulación y la continuidad. 
Con 13 Piezas distinguidas, La Ribot re-posiciona la danza contemporánea en el campo del arte contemporáneo. Estas piezas se vendían como objeto de arte efímero a unos "Propietarios distinguidos", quien compraba un único momento, aquel en que la vida de su pieza distinguida tenía lugar: la actuación. El nombre del propietario iría siempre al lado del título de su pieza y La Ribot se comprometía a mantenerle informado de la vida de su pieza por el mundo y de invitarle a verla.
También en esa época firma dos dúos para ella y el actor Juan Loriente, Los trancos del avestruz y Oh! Sole! al tiempo que colabora en la fundación del grupo de investigación de danza UVI-La Inesperada, junto con otras cinco coreógrafas: Mónica Valenciano, Olga Mesa, Blanca Calvo, Ana Buitrago y Elena Córdoba.

## Londres (1997-2004)
En 1997, La Ribot se traslada a vivir a Londres, donde años antes ya había presentando Socorro! Gloria! y 13 Piezas distinguidas en el ICA (Institute of Contemporary Arts). Desde allí, inicia un proyecto político en Madrid: Desviaciones, un programa de danza contemporánea “desviada”, organizado con su colega Blanca Calvo y UVI-La Inesperada, y junto a José A. Sánchez. También en Londres, continúa trabajando en otros proyectos como El Gran Game (1999).  
La segunda serie de Piezas distinguidas, Más Distinguidas (1997), se estrenaría en la primera edición de Desviaciones. La tercera serie de Piezas distinguidas, Still Distinguished (2000) fue coproducida y presentada en el Théâtre de la Ville de París. La Ribot mantiene desde entonces una estrecha relación profesional con París, trabajando fielmente con el Festival d’Automne, el Centre Pompidou y el Centre National de la Danse. 
Al principio de los años 2000, entra a formar parte de la Galería Soledad Lorenzo de Madrid, con la que desarrolla varios proyectos de gran formato: la video-instalación Despliegue (2001) y Laughing Hole (2006), una performance-instalación duracional, política y radical, realizada para Art Unlimited - Art Basel 2006.
En 2003, Live Culture presentó Panoramix por primera vez en la Tate Modern de Londres; una versión antológica de las treinta y cuatro Piezas distinguidas realizadas hasta ese momento. Posteriormente, Panoramix se presenta en el Centre Pompidou de París, en el Palacio de Velázquez-Museo Reina Sofía de Madrid, en Le Quartz de Brest y en el Centro de Arte Contemporáneo de Ginebra.
Ya en El triste que nunca os vido (1991) La Ribot experimenta con el video y la escena, pero es hacia el año 2000 cuando empieza a grabar cámara en mano y plano secuencia y, a partir de ahí, desarrolla el concepto de corps-opérateur (cuerpo operador). Estos planteamientos han influido en muchas de sus obras posteriores, como la video-instalación Despliegue (2001), Another pa amb tomàquet (2002), Traveling Olga/Traveling Gilles (2003) o Beware of Imitations! (2014), obras que plantean complejos retos conceptuales y técnicos, como muestran los intensos 25 minutos de Mariachi 17, con música compuesta por AtomTm, y que formaba parte de la pieza escénica Llámame Mariachi (2009).
La Ribot contribuye a Move: Choreographing You, realizando la instalación participativa Walk the Chair (2010). Esta primera gran instalación con su objeto fetiche, la silla de madera, plegable y popular, implica de nuevo al espectador, con su cuerpo en movimiento y, como en Laughing Hole, también la inscripción gráfica. Walk the Chair origina dos instalaciones más: Walk the Bastards (2017) y Walk the Authors (2018).

## Ginebra (2004-Actualidad)
En 2004, La Ribot se traslada a Ginebra, Suiza, con su entonces compañero, el coreógrafo suizo Gilles Jobin. En esta ciudad, contribuye a la fundación de Art/Action, departamento de enseñanza e investigación sobre las artes en vivo con sede en la HEAD, Haute Ecole d’Art et Design, que codirigió hasta 2008. En ese período desarrolla también el proyecto escénico de gran formato titulado 40 Espontáneos.
En 2007, realiza la película Treintaycuatropiècesdistinguées&onestriptease a partir de sus propios archivos en video. Ese mismo año, concibe junto a la bailarina y coreógrafa Mathilde Monnier, Gustavia, 2008, un dúo burlesco que girará durante los años siguientes por el mundo entero.
En 2011 estrenó la cuarta serie de Piezas distinguidas, PARAdistinguidas, una obra coral concebida para cinco bailarinas, ella misma y veinte extras, con la que completa y continúa su investigación sobre la figura del extra, figurante o marginado de la sociedad del espectáculo. En 2012 firmó EEEXEEECUUUUTIOOOOONS!!!!,  coreografía para 20 bailarines, encargada por el Ballet de Lorraine de Nancy (Francia). También en 2012, el Museo Universitario de Arte Contemporáneo de México (MUAC), inauguró su espacio expositivo dedicado a las artes en vivo con una exposición monográfica sobre La Ribot. 
Another Distinguée (2016), la quinta serie/espectáculo de Piezas distinguidas, es un trío para ella, Juan Loriente y Thami Manekehla, en el que la presencia de una gran instalación en el centro del espacio escénico obliga al público a deambular en la oscuridad, a un centímetro de los intérpretes. 
El Festival Tanz im August de Berlín le dedica una primera retrospectiva en 2017. Ese mismo año, empieza a trabajar como artista de la galería Max Estrella de Madrid (tras el cese de la actividad de la Galería Soledad Lorenzo). En diciembre  de 2017 inauguran su primera exposición juntos con Walk the Bastards, entre otros trabajos. Ese mismo año, Henrique Amoedo, director de la compañía de danza inclusiva Dançando com a Diferença de Madeira (Portugal), invita a La Ribot a crear una coreografía con su compañía. Fruto de esta colaboración nace Happy Island en 2018.
El Centro Cultural de España en México, le dedica una exposición monográfica titulada Take a Seat en el verano de 2018, en la que se estrenó Walk the Authors con gran éxito.
En 2019, se organizan dos grandes proyectos en torno a la obra de La Ribot: la Constel·lació presentada por el Mercado de las Flores-Macba de Barcelona, y el Portrait que le dedica el Festival de Otoño de París, sumándose a la reducida lista de artistas internacionales que han ocupado un lugar de especial relevancia en el prestigioso festival. Ambos proyectos reúnen varios espectáculos, entre ellos Panoramix, así como diversas exposiciones de vídeos, instalaciones y sus cuadernos de trabajo desde 1985.  
De enero a septiembre de 2019, participa en la exposición colectiva El giro notacional en el MUSAC (León). 
Su obra visual forma parte de las colecciones del ARTIUM (Vitoria), del FRAC (Lorraine), MUSAC (León), La Panera (Lérida), Fundación Cajasol (Sevilla) y de La Casa Encendida (Madrid).
En 2020, La Biennale Danza de Venecia le otorga el León de Oro a su carrera.

## Premios y reconocimientos
- 2020  León de Oro Honorífico de Danza del Bienal de Venecia.[16]

- 2019 Gran Premio Suizo de Danza.[17]
- 2018 Premio de Cultura de Artes Plásticas de la Comunidad de Madrid, España[18]
- 2015 Medalla de Oro al Mérito en las Bellas Artes de España[19]
- 2000 Premio Nacional de Danza de España[20]
- 1998 Nominada al Premio de la Paul Hamlyn Foundation, en la categoría de artes visuales

## Obras en vivo
- 2019: Please Please Please, cocreación con Mathilde Monnier y Tiago Rodrigues
- 2019: Portrait en el Festival de Otoño de París
- 2019: Constelación en el Mercado de las Flores
- 2018: Happy Island
- 2017: Retrospectiva en Tamz in August en Berlín
- 2016: Distinguished Hits (1991-2000) compilación de las « Pièces distinguées » y el solo Socorro! Gloria!
- 2016: Another Distinguée quinta serie de las « Pièces distinguées »
- 2016: Pièce distinguée Nº 45.
- 2014: El Triunfo de la Libertad, cocreación con Juan Domínguez y Juan Loriente
- 2012: Eeexeeexuuuutiooooons !!! para el Ballet de Lorraine
- 2011: PARAdistinguidas cuarta serie de las « Pièces distinguées »
- 2009: Llámame Mariachi
- 2008: Gustavia, dúo creado e interpretado con Mathilde Monnier
- 2006: Laughing Hole
- 2004: 40 Espontáneos
- 2003: Panoramix, un espectáculo antológico que recoge las 34 Pièces distinguées de las tres primeras series
- 2002: Anna y las más distinguidas, interpretada por Anna Williams
- 2000: Still Distinguished, tercera serie de las « Pièces distinguées »
- 1999: El gran game
- 1998: Pressed Daily
- 1997: Dip Me in the Water, en colaboración con Gilles Jobin
- 1997: Más distinguidas, segunda serie de las « Pièces distinguées »
- 1995: Oh! Sole!, dúo con Juan Loriente
- 1994: Los trancos del avestruz, dúo con Juan Loriente
- 199313 Piezas distinguidas, primera serie de las « Pièces distinguées »
- 1993: Los trancos del avestruz, dúo con Juan Loriente
- 1991: El triste que nunca os vido
- 1991: 12 toneladas de plumas
- 1990: Socorro! Gloria! (Striptease)
- 1988: Ahí va Viviana, en colaboración con Blanca Calvo
- 1986: Bocanada, en colaboración con Blanca Calvo
- 1985: Carita de ángel

## Instalaciones y piezas de vídeo
- 2018: Walk the Authors
- 2017: Walk the Bastards
- 2016: Huan Lan Hong
- 2014: Film noir (2014-2017)
- 2014: Beware of Imitations!
- 2010: Walk the Chair
- 2009: Mariachi 17
- 2008: Cuarto de Oro con Cristina Hoyos
- 2003: Traveling Olga / Traveling Gilles
- 2002: Another Pa amb tomàquet
- 2001: Despliegue
- 2001: Juanita Pelotari
- 2000: Purely Organic